# Zell Dincht
Zell Dincht es un personaje de la historia del videojuego Final Fantasy VIII, es un joven estudiante del Jardín de Balamb el cual se caracteriza por tener una energía inagotable y el siempre meterse en problemas con el comité disciplinario del Jardín.

## Historia
Ingresó en el Jardín de Balamb a los 13 años y vive con su madre en la ciudad de Balamb (en realidad es adoptado). 
Zell es uno de los tantos huérfanos que dejó la Guerra de la Bruja hace 17 años atrás, pero felizmente fue adoptado por la familia Dincht donde le dieron cuidados y amor.
Él solo se dio cuenta de que era adoptado cuando puede recordar su pasado en común con el grupo en el orfanato de Edea.

## Personalidad
Zell es un increíble practicante de las artes marciales. Aspira a convertirse en soldado como lo fue su abuelo, un famoso y orgulloso soldado, viniendo de una familia rica y bien acomodada. En algunas ocasiones se pone un poco malhumorado después de algún encuentro con Seifer, pero tiene un buen sentido del humor. A pesar de su corta edad es un poderoso guerrero y un maestro en artes marciales. Zell sin duda se ha convertido en el personaje más carismático de la historia, es un joven que desborda alegría, fuerza, ánimos y energía, y en más de alguna ocasión nos hará reír con sus tonteras y estupideces.
Zell rápidamente se hizo famoso, gracias a su habilidad en artes marciales y bastante popular entre las chicas; de hecho la bibliotecaria del Jardín está enamorada de él y ella le entrega un objeto muy preciado para sus límites, aunque en realidad no es muy dado con las mujeres porque su cabeza la ocupa para las peleas. Su gran pasión son los bocadillos de la cafetería del Jardín aunque siempre llega tarde y los come muy pocas veces.
No es el tipo de persona que medita las cosas antes de actuar y le mueve más el impulso que la razón. Sin embargo es un joven honesto y se esfuerza mucho para llegar a ser un gran SeeD.
En Balamb, su ciudad natal, (en realidad no se sabe dónde nació) es conocido por su rebeldía física ya que tiene una fuerza increíble y le gusta demostrarlo, algunos piensan que esta “tarao”.
Zell se graduó de Seed junto con Squall, Nida y Selphie, aunque Squall no le agrado a Zell al principio.

## Armas
Para combatir Zell utiliza sus puños y en la armería puede comprar guantes para aumentar su capacidad de ataque. 
- Guantes de Lucha: Se hace con: 1 Aleta de pez y 4 Grava mágica. Fuerza: 12.
- Maverick: Se hace con 1 Uña de dragón y 1 Tela de araña. Fuerza: 15.
- Full metal: Se hace con 1 Piel de Dragón y 1 Piedra de Vigor. Fuerza: 20.
- Ergheiz: Se hace con 1 Adamantino, 4 Piel de Dragón y 1 Piedra del Vigor. Fuerza: 25.

## Límites
El límite de Zell es el Kiai, que son combinaciones de ataques establecidas en un tiempo límite. Zell ya aparece con una serie de golpes predeterminados:
- Lluvia de Puños: Círculo - Cuadrado.
- Rodillazo: Derecha - Izquierda.
- Golpe de talón: Arriba - Abajo.
- Patada lateral: Izquierda - Izquierda - Círculo.
- Furia ardiente: Abajo - Abajo - Abajo - Abajo - Círculo.

Pero también hay otros 5 ataques que pueden ser aprendidos con las revistas "Karateka". 
- Ataque del Delfín: L1 - R1 - L1 - R1. Karateka N.º 001.
- Titán: Abajo - Círculo - Arriba - Círculo. Karateka N.º 002.
- Bala humana: Arriba - Cruz - Abajo -Triángulo - Círculo. Karateka N.º 003.
- Novamás: Triángulo - Cuadrado - Cruz - Círculo - Arriba. Karateka N.º 004.
- Mi Juicio Final: Arriba - Derecha - Abajo - Izquierda - Triángulo. Karateka N.º 005.

Gracias a que su límite está temporizado jugadores con la suficiente habilidad puede ejecutar magníficas combinaciones, lo que si se ejecutan las combinaciones de botones rápidamente este puede hacer que el personaje provoque cantidades bastante grandes en un solo turno que es lo que dura su límite. Esto hace a Zell el personaje que más daño puede provocar en un solo turno de toda la saga Final Fantasy donde llegar al millón de daño no es imposible.
- Datos: Q10750482